# Apuestas en los cónclaves

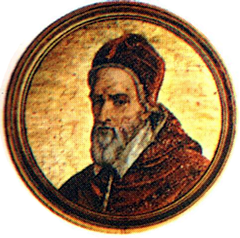
El papa Gregorio XIV castigó con la excomunión las apuestas en las elecciones papales

Las apuestas en los cónclaves papales tienen al menos 500 años de historia. Las apuestas en los cónclaves papales del siglo XVI son uno de los primeros ejemplos documentados de apuestas sobre resultados electorales. Durante el mismo periodo, las apuestas sobre los resultados de las elecciones seculares italianas, como la del Dux de Venecia, también eran habituales.

## SigloXV
La República de Venecia prohibió las apuestas sobre la vida del Papa en 1419 y anuló las ya realizadas. A menudo se suscribían pólizas de seguro de vida sobre el Papa de turno, a veces como un auténtico seguro por parte de hombres de negocios a los que el papado debía dinero y que temían un cambio de Pontífice, pero también como una aventura puramente especulativa. En Barcelona (1435) y Génova (1467 y 1494) se prohibieron este tipo de pólizas sobre la vida de papas y otros personajes notables.

## SigloXVI
El primer ejemplo registrado de apuestas sobre el candidato que saldría elegido en una elección papal se produjo con el cónclave de septiembre de 1503, aunque Frederic Baumgartner, historiador de los cónclaves papales, lo considera ya entonces «una práctica antigua».
Al hablar de la elección de León X en 1513, se ha afirmado:

Las apuestas sobre el resultado de las elecciones papales eran bastante comunes y a menudo las gestionaban las casas bancarias de Roma, que empleaban a sensali, o mensajeros, para ir de un lado a otro entregando boletos de apuestas. Los apostantes seguían de cerca las probabilidades.

Antes y durante el cónclave papal de 1549-1550, muchos banqueros romanos ofrecían apuestas sobre los papables (cardenales que probablemente serían elegidos). Según el veneciano Enrico Dandolo, testigo del cónclave, «es más que evidente que los mercaderes están muy bien informados sobre el estado del escrutinio, y que los asistentes de los cardenales en el Cónclave se asocian con ellos en las apuestas, lo que hace que muchas decenas de miles de coronas cambien de manos». Dandolo describe un ejemplo temprano de uso de información privilegiada. El cardenal del Monte (que finalmente fue elegido Julio III) había comenzado como favorito con un 5-1, seguido por Salviati, Ridolfi y Pole, pero Pole era el favorito tres días después con un 4-1. El 5 de diciembre, las probabilidades de Pole se habían reducido a 100-95. Con la llegada de otros cuatro cardenales franceses el 11 de diciembre, las probabilidades de Pole se redujeron a 5-2. El 22 de enero, las probabilidades de que el cónclave terminara en enero eran 10-9, contra febrero: 2-1, contra marzo: 5-1, y nunca: 10-1.
En marzo de 1591, el Papa Gregorio XIV impuso una pena de excomunión contra cualquiera que apostara sobre el resultado o la duración de las elecciones papales (así como la creación de cardenales), y prohibió la práctica en los Estados Pontificios. El canon fue abrogado (junto con el resto del derecho canónico existente) por las reformas del Papa Benedicto XV.

## SigloXIX
Según un artículo del New York Times a raíz del cónclave papal de 1878: «Los italianos son supersticiosos y aficionados a la lotería. Cada gran acontecimiento lleva a especular con los números. Las muertes y advenimientos de los Papas siempre han dado lugar a una cantidad excesiva de apuestas en la lotería, y hoy el pueblo de Italia está en un estado de excitación que es indescriptible. Se eligen las cifras que tienen alguna relación con la vida o la muerte de Pío IX. Todos los días se pagan grandes sumas por billetes de lotería a punto de ser sorteados».

## SigloXX
Varios periódicos se hicieron eco de las apuestas sobre los resultados del cónclave papal de 1903 y de 1922. En el cónclave de 1903, la lotería del gobierno italiano ofrecía apuestas sobre la muerte del Papa y, si León XIII hubiera muerto una semana antes, el gobierno habría perdido más de un millón de dólares.
En Gran Bretaña hubo muchas apuestas sobre las elecciones de los papas Juan Pablo I y Juan Pablo II, y el primado católico inglés, el arzobispo de Westminster, consideró necesario prohibir la participación de los católicos.

## SigloXXI
Paddy Power, la mayor casa de apuestas de Irlanda, empezó a aceptar apuestas sobre el sucesor del Papa Juan Pablo II cinco años antes de la muerte del pontífice. Casas de apuestas británicas como Pinnacle Sports y William Hill también ofrecían este tipo de apuestas, con cuotas significativamente diferentes. El cardenal Ratzinger, elegido Papa Benedicto XVI en el cónclave papal de 2005, partía con una cuota de 12 a 1, pero era favorito por 3 a 1 en el momento del cónclave. Mr. Power, propietario de Paddy Power, fue desalojado de la plaza de San Pedro por el personal de seguridad antes del comienzo del cónclave de 2005 por mostrar sus precios de apuestas, por lo que él afirma que eran agentes de policía encubiertos. Sólo Paddy Power recibió más de 382 000 dólares en apuestas sobre el cónclave, convirtiéndolo —según Mr. Power— en «el mayor mercado de apuestas no deportivas de todos los tiempos». El 13 de marzo de 2013, Jorge Mario Bergoglio fue elegido Papa Francisco. Antes de su elección, las probabilidades de que Bergoglio se convirtiera en Papa eran de 25 a 1, según la empresa de apuestas William Hill. El sitio web de Paddy Power también publicó probabilidades de 25 a 1 poco antes de la elección del Papa Francisco.
Las apuestas sobre el cónclave papal se realizan en gran medida a través de Internet, ya que la mayoría de las casas de apuestas deportivas convencionales, como las de Las Vegas, no aceptan apuestas sobre los resultados de las elecciones papales. Un handicapper de Bally's y Paris Las Vegas declaró que los casinos se negaron a aceptar apuestas sobre las elecciones papales por cuestiones de «gusto». Esta práctica es ilegal en Estados Unidos en virtud de la Federal Wire Act de 1961.
Las apuestas sobre los cónclaves papales podrían dejar de considerarse ilegales en Estados Unidos. El 20 de septiembre de 2011, el Departamento de Justicia de los Estados Unidos revocó su opinión de que todas las formas de apuestas por Internet infringen la Federal Wire Act. La sentencia establece que la prohibición de la Federal Wire Act de utilizar las comunicaciones interestatales para los juegos de azar sólo se aplica a las apuestas en un «evento deportivo o concurso». Las apuestas interestatales sobre el cónclave papal pueden ser legales. Sin embargo, la política interestatal aún no se ha determinado.
La bula de excomunión de Gregorio XIV como pena por tales apuestas nunca fue rescindida específicamente, pero fue derogada junto con todas las disposiciones de derecho canónico asociadas al Ius Decretalium en 1918.